# Der Totmacher
Der Totmacher är en tysk kriminalfilm från 1995 i regi av Romuald Karmakar. Filmen handlar om förhören med seriemördaren Fritz Haarmann, som åtalades för att ha våldtagit och mördat 27 unga män och pojkar.

## Utmärkelser
Der Totmacher vann Tyska filmpriset för bästa film 1996.

## Roller i urval
- Götz George – Fritz Haarmann
- Jürgen Hentsch – professor Ernst Schultze
- Pierre Franckh – stenograf
- Hans-Michael Rehberg – kommissarie Rätz
- Matthias Fuchs – doktor Machnik
- Marek Harloff – Kress